# Епархия Оснабрюка

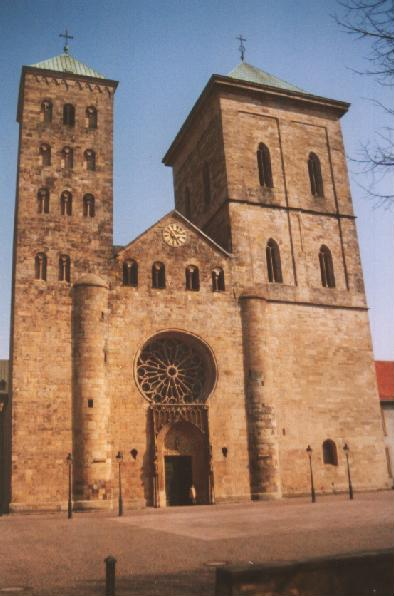
Собор святого Петра, Оснабрюк, Германия

Епархия Оснабрюка (лат. Dioecesis Osnabrugensis) — епархия Римско-Католической церкви с центром в городе Оснабрюк, Германия. Епархия Оснабрюка входит в митрополию Гамбурга. Кафедральным собором епархии Оснабрюка является церковь святого Петра. Резиденция епархии находится в Епископальной канцелярии.

## История
Епархия Оснабрюка была образована в 772 году. Первоначально она входила в митрополию Кёльна.
В XVI веке на территории епархии Оснабрюка сильное влияние приобрело лютеранство. После Вестфальского мира 1648 года епархия Оснабрюка была упразднена и приходы были разделены между католической и лютеранской церквами. С 1648 года в Оснабрюке находился католический вспомогательный епископ епархии Хильдесхайма.
В 1803 году, после проведения германской медиатизации, территория бывшей епархии Оснабрюка была передана Пруссии (в 1806 году), а после Войны четвёртой коалиции — королевству Вестфалия (в 1807 году).
16 августа 1821 года Римский папа Пий VII издал буллу Provida solersque, которой учредил Апостольский викариат Северной Германии, к которому отошли земли около Оснабрюка.
26 марта 1824 года Римский папа Лев XII выпустил буллу Impensa Romanorum Pontificum, которой восстановил епархию Оснабрюка с подчинением Святому Престолу.
13 августа 1930 года Римский папа Пий XI издал буллу Pastoralis officii, которой упразднил апостольский викариат Северной Германии, передав его земли католическим епархиям, в том числе и епархии Оснабрюка.
23 июля 1973 года епархия Оснабрюка передала часть своей территории апостольской администратуре Шверина. 24 октября 1994 года северная часть епархии Оснабрюка была передана архиепархии Гамбурга.

## Ординарии епархии
| - Вихо I (783—809) - Мегинхард (810—829) - Госвин (829—845) - Гаузберт (845—860) - Эгберт (860—887) - Эгильмар (887—906) - Бернхард I (906—918) - Додо I (918—949) - Дрого (949—967) - Лудольф (967—978) - Додо II (978—996) - Куно (978—980) - Гюнтер (996—1000) - Водилульф (998—1003) - Дитмар (1003—1022) - Мегинхер (1023—1027) - Гозмар (1028—1036) - Альберих (1036—1052) - Бенно I (1052—1067) - Бенно II (1068−1088) - Марквард (1088—1093) - Вихо II (1093—1101) - Иоганн I (1101—1109) - Готшальк фон Дипхольц (1109—1119) - Дитхард (1119—1137) - Конрад (1119—1125) - Удо Штайнфуртский (1137—1141) - Филипп фон Катценельнбоген (1141—1173) - Вецель (1141) - Арнольд фон Альтена (1173—1190) - Герхард I фон Ольденбург-Вильдесхаузен (1190—1216) - святой Адольф фон Текленбург (1216—1224) - Энгельберт I фон Изенберг (1224—1226) - Отто I (1206—1227) - Конрад I фон Фельбер (1227—1239) - Энгельберт I фон Изенберг (1239—1250) - Бруно фон Изенберг (1251—1258) - Балдуин фон Рюссель (1259—1264) - Видукинд фон Вальдек (1265—1269) - Конрад II фон Ритберг (1270—1297) | - Людвиг фон Равенсберг (1297—1308) - Энгельберт II фон Вайе (1309—1320) - Готфрид фон Арнсберг (1321—1349) - Иоганн II Хоэт (1350—1366) - Мельхиор Брауншвейг-Грубенхагенский (1366—1376) - Дитрих фон Хорне (1376—1402) - Генрих I Шауэнбург-Гольштейнский (1402—1410) - Отто фон Гойа (1410—1424) - Иоганн III фон Дипхольц (1424—1437) - Эрих фон Гойа (1437—1441) - Генрих фон Мёрс (1441—1450) - Альбрехт фон Гойа (1450—1454) - Рудольф фон Дипхольц (1454—1455) - Конрад III фон Дипхольц (1455—1482) - Конрад IV фон Ритберг (1482—1508) - Эрих Брауншвейг-Грубенхагенский (1508—1532) - Франц Вальдекский (1532—1553) - Иоганн IV фон Гойа (1553—1574) - Генрих II Саксен-Лауэнбургский (1574—1585) - Бернхард фон Вальдек (1585—1588) - Филипп Сигизмунд Брауншвейг-Вольфенбюттельский (1591—1623) - Эйтель Фридрих фон Гогенцоллерн-Зигмаринген (1623—1625) - Франц Вильгельм фон Вартенберг (1625—1661) - Эрнст Август I Ганноверский (1662—1698) - Карл III Иосиф Лотарингский (1698—1715) - Эрнст Август II Ганноверский (1716—1728) - Клеменс Август Баварский (1728—1761) - Sede vacante (1761—1764) - Фридрих Йоркский (1764—1802) - Карл Клеменс фон Грубен (1803—1827) - Карл Антон Люпке (1830—1855) - Пауль Лудольф Мельхерс (1857—1866), назначен архиепископом Кёльна - Иоганнес Генрих Бекман (1866—1878) - Sede vacante (1878—1882) - Бернхард Хётинг (1882—1898) - Хубертус Фос (12.04.1899 — 3.03.1914) - Герман Вильгельм Бернинг (14.07.1914 — 23.11.1955) - Францискус Деман (21.05.1956 — 27.03.1957) - Хельмут Герман Виттлер (22.07.1957 — 9.09.1987) - Людвиг Аферкамп (9.09.1987 — 24.10.1994), назначен архиепископом Гамбурга - Франц-Йозеф Боде (12.09.1995 — по настоящее время) |  |

## Источник
- Annuario Pontificio, Libreria Editrice Vaticana, Città del Vaticano, 2003, ISBN 88-209-7422-3
- Булла Provida solersque, Bullarii romani continuatio, XV, Romae 1853, pp. 424—431  (лат.)
- Булла Impensa Romanorum Pontificum, Bullarii romani continuatio, XVI, Romae 1854, pp. 32-37  (лат.)
- Булла Pastoralis officii, AAS 23 (1931), p. 34]  (лат.)